# Classification des troubles mentaux
La classification des troubles mentaux, également connue en tant que nosologie psychiatrique et taxonomie psychiatrique, est un aspect clé de la psychiatrie, de la psychopathologie et des professions impliquant la santé mentale et une classification importante pour les particuliers et professionnels du domaine psychiatrique.
Actuellement, il existe deux systèmes de classification prédominants pour les troubles mentaux — La Classification internationale des maladies réalisée par l'Organisation mondiale de la santé (OMS) et le Manuel diagnostique et statistique des troubles mentaux (DSM-V) réalisée par l'Association américaine de psychiatrie (AAP). Ces deux classifications listent des catégories de maladies pensées être de deux types distincts, et possèdent leurs propres codes exposés dans les récentes révisions des manuels, souvent comparables, bien qu'il y ait certaines différences. D'autres schémas de classifications sont uniquement et localement utilisés comme la Classification chinoise des troubles mentaux ou la Classification française des troubles mentaux.
Les classifications, internationalement utilisées, du DSM et de la CIM emploient des définitions opérationnelles.

## Définitions
L'OMS et les enquêtes médicales rapportent qu'il n'existe pas qu'un seul consensus concernant la définition du trouble mental/de la maladie mentale, et que le terme utilisé dépend du contexte social, culturel, économique et légal de différents contextes dans de différentes sociétés,. L'OMS rapporte un débat intense concernant les conditions sous lesquelles le terme de trouble mental doit être induit ; une principale définition pour désigner à la fois une maladie mentale, un retard mental, un trouble de la personnalité et une toxicomanie, mais l'inclusion varie selon les pays et semble avoir un avis complexe.
Les troubles mentaux sont séparément classifiés par troubles neurologiques, trouble de l'apprentissage ou retard mental.

## Classifications historiques

### Tradition hippocratique
La tradition hippocratique née dans la Grèce antique et influente jusqu'à la naissance de la psychiatrie se base sur une théorie des humeurs, théorie physiologique autour des quatre fluides ou humeurs que sont le phlegme (ou pituite), le sang, l'atrabile (ou bile noire) et la bile jaune. Une théorie des tempéraments et une quarantaine de pathologies sont associés à leurs équilibres et déséquilibres parmi lesquelles phrénitis (ou frénésie, délire aigüe avec fièvre), épilepsie, manie, mélancolie, phobies. Des termes actuels comme l'humeur au sens psychologique, le caractère phlegmatique, atrabilaire etc. en dérive. Une maladie à part sera la « suffocation de la matrice » renvoyée à un mouvement de l'utérus et qui sera nommée plus tard hystérie.

## CIM
La classification internationale des maladies (CIM) est une classification standard diagnostiquant une large variété de conditions sanitaires. Le chapitre 05 se focalise principalement sur les "troubles mentaux et du comportement" et se sépare en 10 principaux groupes :
- F0 : Troubles mentaux organiques, y compris les troubles symptomatiques
- F1 : Troubles mentaux et du comportement liés à l'utilisation de substances psycho-actives
- F2 : Schizophrénie, troubles schizotypiques et troubles délirants
- F3 : Troubles de l'humeur (affectifs)
- F4 : Troubles névrotiques, troubles liés à des facteurs de stress et troubles somatoformes
- F5 : Syndromes comportementaux associés à des perturbations physiologiques et à des facteurs physiques
- F6 : Troubles de la personnalité et du comportement chez l'adulte
- F7 : Retard mental
- F8 :  Troubles du développement psychologique
- F9 : Troubles du comportement et troubles émotionnels apparaissant habituellement durant l'enfance et l'adolescence
- Plus un groupe sans autre indication

Dans chacun de ces groupes sont réparties des sous-catégories spécifiques. La CIM inclut les troubles de la personnalité dans le même domaine qu'un trouble mental, contrairement au DSM. La CIM-10 explique que le trouble mental n'est « pas un terme exact » bien que généralement utilisé pour impliquer l'existence de nombre de symptômes et de comportements reconnaissables associés dans la majeure partie des cas avec de la détresse et l'interférence de fonctions personnelles (OMS, 1992).
L'OMS révise actuellement les classifications de cette section pour le développement de la CIM-11 (ouvrage prévu pour 2014).

## DSM-IV-TR et DSM-5
Le manuel diagnostique et statistique des troubles mentaux (DSM-IV), créé par l'Association américaine de psychiatrie (AAP), définissait le trouble mental comme « un syndrome psychologique ou comportemental ou modes de fonctionnements cliniquement significatifs qui se produisent chez un individu et qui est associé à une souffrance présente (par exemple, un symptôme douloureux) ou à une incapacité (c.-à-d., défaillance dans un ou plusieurs domaines importants du fonctionnement) ou à un risque accru de souffrance, mort, peine, incapacité ou une perte importante de liberté » (AAP, 1994 et 2000).
Le DSM-IV-TR (Texte révisé, 2000) comprend cinq axes qui s'attachent respectivement :
- Axe I : Les troubles majeurs cliniques
- Axe II : Les troubles de la personnalité et le retard mental
- Axe III : Aspects médicaux ponctuels et troubles physiques
- Axe IV  : Facteurs psychosociaux et environnementaux
- Axe V : Échelle d'Évaluation Globale du Fonctionnement

Le DSM-IV liste 16 catégories diagnostiques dont les 15 premières font partie de l'axe I, les troubles de personnalité étant rattachés à l'axe II.
La dernière version du DSM est le DSM-V.

## Comparaison des principales catégories DSM-IV et CIM
| Catégorie DSM-IV | Catégorie DSM-IV | Catégorie DSM-IV | Correspondance CIM-10                                                                                          |
| ---------------- | ---------------- | --- | --- |
| Axe I            | 1                | Trouble habituellement diagnostiqué durant la petite enfance, la deuxième enfance ou l'adolescence. Des troubles tels que le TDA et l'épilepsie sont également désignés comme des troubles du développement et handicaps développementaux. | Troubles du comportement et troubles émotionnels apparaissant habituellement durant l'enfance et l'adolescence |
| Axe I            | 1                | Trouble habituellement diagnostiqué durant la petite enfance, la deuxième enfance ou l'adolescence. Des troubles tels que le TDA et l'épilepsie sont également désignés comme des troubles du développement et handicaps développementaux. | Retard mental                                                                                                  |
| Axe I            | 1                | Trouble habituellement diagnostiqué durant la petite enfance, la deuxième enfance ou l'adolescence. Des troubles tels que le TDA et l'épilepsie sont également désignés comme des troubles du développement et handicaps développementaux. | Troubles du développement psychologique                                                                        |
| Axe I            | 3                | Trouble mental généralement due à une condition médicale | Trouble mental, sans autre indication                                                                          |
| Axe I            | 4                | Trouble liée aux substances | Troubles mentaux et du comportement liés à l'utilisation de substances psycho-actives                          |
| Axe I            | 2                | Delirium, démence, amnésie et autres troubles cognitifs | Troubles mentaux organiques, y compris les troubles symptomatiques                                             |
| Axe I            | 5                | Schizophrénie et autres troubles psychotiques | Schizophrénie, troubles schizotypiques et troubles délirants                                                   |
| Axe I            | 6                | Troubles de l'humeur | Troubles de l'humeur (affectifs)                                                                               |
| Axe I            | 7                | Troubles anxieux | Troubles névrotiques, troubles liés à des facteurs de stress et troubles somatoformes                          |
| Axe I            | 8                | Troubles somatoformes | Troubles névrotiques, troubles liés à des facteurs de stress et troubles somatoformes                          |
| Axe I            | 10               | Troubles dissociatifs | Troubles névrotiques, troubles liés à des facteurs de stress et troubles somatoformes                          |
| Axe I            | 15               | Troubles de l'adaptation | Troubles névrotiques, troubles liés à des facteurs de stress et troubles somatoformes                          |
| Axe I            | 12               | Trouble des conduites alimentaires | Syndromes comportementaux associés à des perturbations physiologiques et à des facteurs physiques              |
| Axe I            | 13               | Troubles du sommeil | Syndromes comportementaux associés à des perturbations physiologiques et à des facteurs physiques              |
| Axe I            | 11               | Dysfonctions sexuelles | Syndromes comportementaux associés à des perturbations physiologiques et à des facteurs physiques              |
| Axe I            | 11               | Déviations de l'excitation sexuelle et troubles de l'identité sexuelle | Troubles de la personnalité et du comportement chez l'adulte                                                   |
| Axe I            | 9                | Pathomimies | Troubles de la personnalité et du comportement chez l'adulte                                                   |
| Axe I            | 14               | Troubles des habitudes et des impulsions classifiés nulle part ailleurs | Troubles de la personnalité et du comportement chez l'adulte                                                   |
| Axe II           | 16               | Troubles de la personnalité | Troubles de la personnalité et du comportement chez l'adulte                                                   |

## Classification psychanalytique

### Spécificités
Selon Samuel Lepastier, la classification psychanalytique se pose en termes spécifiques : le diagnostic est moins important que la reconnaissance de conflits inconscients à la suite de l'élaboration de la névrose infantile, dès lors la séance de psychanalyse est à la fois un acte thérapeutique et une vérification des hypothèses de travail, ce qui implique que la monographie clinique (la méthodologie du cas unique) est le mode privilégié de la communication scientifique qui renseignera sur l'inconscient du sujet, ce que des statistiques ne sauraient faire. La nosographie psychanalytique consiste à repérer et discriminer dans la cure les mécanismes psychiques qui se traduisent en signes cliniques. Comparée à la psychiatrie, les troubles manifestes sont moins importants que les répétitions et il n'existe pas de mise à jour de groupes homogènes liés à l'évaluation des médicaments, le psychanalyste ne privilégie aucune donnée particulière mais se repère sur les associations libres du sujet, dans une perspective où il est idéalement « inclassable ».
Sigmund Freud a développé une théorie et une classification des névroses (névrose d'angoisse, phobique, obsessionnelle, etc.) dont le cas paradigmatique est l'hystérie ; la névrose est également l'envers de la perversion ; enfin selon lui la psychose ne relevait pas du domaine de la cure pour des raisons de difficultés de transfert. À la suite de Jacques Lacan, après 1953, la psychanalyse a été amenée à repérer pour chaque sujet une structure psychique : névrotique, psychotique ou perverse. Puis dans les années 1970 des psychanalystes ont mis à jour de nouvelles entités inclassables dans cette triade comme des troubles précoces de l'identité, des pathologies traumatiques, des troubles psychosomatiques, des états d'addiction et de dépendance. Désormais, les psychanalystes n'hésitent pas à chercher les théories les mieux à même d'accompagner la cure et éliminent les théories les moins satisfaisantes, processus favorisé par l'échange entre pairs au sein d'associations scientifiques au principe démocratique.
De nombreux psychanalystes conservent des activités en psychiatrie, ce qui a eu des conséquences sur les classifications dans ce domaine : la deuxième édition du DSM en 1968 était construite à partir de concepts psychanalytiques tandis que le DSM-III se voulait athéorique et médical avec notamment la disparition de l'hystérie mais le DSM-IV réintroduisait des concepts psychanalytiques avec l'axe « mécanismes de défense ». Des psychanalystes ont alors publié des systèmes de classements comme la Classification française des troubles mentaux de l'enfant et de l'adolescent en France ou le Manuel Diagnostic Psychodynamique aux États-Unis qui privilégie l'expérience subjective du patient. Tandis que pour les tenants du DSM déclarer un patient guéri n'implique pas la disparition des troubles mais est lié à l'obtention d'une note, dans des limites « normales », cotée selon des items d'échelle, même si les plaintes du patient continuent. Selon Samuel Lepastier, il s'agit d'un système autoréférentiel « qui ne satisfait, en fait, à aucun critère scientifique réel ». Le but de la psychanalyse n'est au contraire pas l'absence de symptômes mais la possibilité pour un sujet de sortir de la répétition et de trouver un compromis entre ses pulsions et la réalité.

### Classification française des troubles mentaux de l'enfant et de l'adolescent
La Classification française des troubles mentaux de l'enfant et de l'adolescent (CFTMEA) est un système de classification psychopathologique d'inspiration psychanalytique établi sous la direction du Pr Roger Misès. Elle se veut un complément du système international (CIM-10) ou américain (DSM) dans le domaine de la psychopathologie de l'enfant et de l'adolescent.
D'après les psychanalystes Jean Garrabé, Bernard Golse et Roger Misès, elle ambitionne de tenir compte des diversités et des particularités de chaque enfant et adolescent présentant des troubles et, en cela, s'oppose « au courant behavioriste » qui est, selon eux, en vigueur dans les CIM et DSM. Ils qualifient par ailleurs le DSM de « carcan ».
La version datant de 2000 établit des rapprochements - lorsque c'est possible - avec la CIM, notamment pour faciliter la tâche des cliniciens et chercheurs. Une nouvelle version, la 5e, est sortie en 2012. Elle établit une correspondance systématique avec la CIM-10.

### Manuel diagnostique psychodynamique
Le Manuel diagnostique psychodynamique (MDP) (anglais : Psychodynamic Diagnostic Manual (PDM)) est un manuel de diagnostic similaire à la Classification internationale des maladies (CIM) ou au Manuel diagnostique et statistique des troubles mentaux (DSM). Le MDP a été publié le 28 mai 2006 (PDM-1), suivi d'une seconde édition en 2017 (PDM-2). Les informations contenues dans le MDP ont été recueillies par un groupe de travail composé de membres de l’ Association psychanalytique américaine, de l’ Association psychanalytique internationale, de la Division de psychanalyse (Division 39) de l’ Association américaine de psychologie, de l’Académie américaine de psychanalyse et de psychiatrie dynamique, et du National Membership Committee on Psychoanalysis in Clinical Social Work.
Bien qu'il soit fondé sur les études actuelles en neurosciences et des études sur l'effet des traitements, Benedict Carey souligne que bon nombre des concepts du MDP sont adaptés de la tradition psychanalytique classique en psychothérapie. Par exemple, le MDP indique que les troubles anxieux peuvent être attribués aux « quatre situations de danger fondamentales » décrites par Sigmund Freud (1926)  comme la perte de l'autre ; la perte de l'amour; la perte d'intégrité corporelle; et la perte d'affirmation de sa propre conscience. Il propose une nouvelle perspective au système de diagnostic existant, car il permet aux cliniciens de décrire et de catégoriser les profils de personnalité, les capacités sociales et émotionnelles associées, les profils mentaux uniques et les expériences personnelles du patient.
Le MDP n’est pas destiné à concurrencer le DSM ou la CIM. Les auteurs rapportent que l'ouvrage insiste sur les « variations individuelles ainsi que sur les points communs » en « mettant l'accent sur l'ensemble du fonctionnement mental » et constitue « [un complément] aux efforts du DSM et de la CIM pour cataloguer les symptômes » dans le but de compléter les taxonomies diagnostiques existantes en fournissant « une approche multidimensionnelle décrivant les subtilités du fonctionnement général du patient et les moyens d'engager le processus thérapeutique ». Avec la publication du DSM-3 en 1980, le manuel est passé d'un modèle dimensionnel influencé par la psychanalyse à un modèle « néo-kraépélinien » descriptif axé sur les symptômes et dont le critère discriminant est leur présence opposée à leur absence. Le MDP fournit un retour à un modèle psychodynamique pour l'évaluation nosologique des ensembles de symptômes, des dimensions de la personnalité et du fonctionnement mental.

## Autres schèmes
- La Classification chinoise des troubles mentaux de la Société chinoise de psychiatrie (SCP) (actuellement CCTM-3)
- Le glossaire latino-américain de psychiatrie (GLAP)[15]
- Japanese Society for International Diagnostic Criteria in Psychiatry
- Cuban Glossary of Psychiatry (GC-3)
- Latin American Guide for Psychiatric Diagnosis
- La Taxonomie hiérarchique de la psychopathologie ou Hierarchical Taxonomy of Psychopathology (HiTOP)[16]
- Le Power threat meaning framework (PTMF)[16]
- Le Research domain criteria (RDoC)[16]

## Pédopsychiatrie
Le domaine de la pédopsychiatrie utilise souvent des manuels spécifiques hormis ceux du DSM et de la CIM qui ont traité avec peu de pages les troubles pédopsychiatriques comme des sous-catégorie de ceux des adultes. La Classification diagnostique des Troubles de la Santé Mentale du Nourrisson de la Petite Enfance (DC:0-3) était pour la première fois publié en 1994 pour classifier les troubles mentaux et développementaux diagnostiqué durant les quatre premières années de l'enfance. Elle a été publiée en 9 langues,. La Classification française des troubles mentaux de l'enfant et de l'adolescent (CFTMEA), opérationnelle depuis 1983, est la classification de référence pour les pédopsychiatres français, belges et suisses de langue française.

## Usage
Les schèmes de classification du DSM et de la CIM ont été largement acceptés dans le domaine de la psychiatrie. Une étude de 205 psychiatres, originaires de 66 pays de tous les continents, confirment que la CIM-10 est la plus utilisée dans les pratiques cliniques, tandis que le DSM-IV est beaucoup plus utilisé pour la recherche et usage d'autres professionnels de la santé, patients et familles. Une version premiers soins de la section troubles mentaux de la CIM-10 a été développé (en version originale : ICD-10-PHC) a également été diffusée internationalement.
Au Japon, la plupart des hôpitaux universitaires utilisent la CIM ou le DSM. La CIM semble être quelque part le manuel le plus utilisé à des fins académiques et de recherches, tandis que les deux classifications sont utilisées à des fins cliniques. D'autres schèmes psychiatriques traditionnels peuvent également être utilisés.

## Critiques de l'étiquetage en psychiatrie
Certains diagnostics en psychiatrie ont été critiqués par des activistes comme Thomas Szasz ou Judi Chamberlin, ou au titre de l'injustice épistémique.